# Byron (Nebraska)
Byron je selo u američkoj saveznoj državi Nebraska. Prema popisu stanovništva iz 2010. u njemu je živjelo 83 stanovnika.